# كريس تايلور (لاعب كرة قدم)
كريس تايلور (بالإنجليزية: Chris Taylor)‏ (30 أكتوبر 1985 بإنجلترا في المملكة المتحدة - ) هو لاعب كرة قدم بريطاني في مركز الوسط. لعب مع سويندون تاون ونيوبورت كونتي وميدستون يونايتد وCirencester Town F.C. ‏ وDandenong Thunder SC ‏ وSwindon Supermarine F.C. ‏.

## وصلات خارجية
- كريس تايلور (لاعب كرة قدم) على موقع قاعدة بيانات كرة القدم.إي يو (الإنجليزية)
- كريس تايلور (لاعب كرة قدم) على موقع قاعدة بيانات كرة القدم.إي يو (الإنجليزية)
- كريس تايلور (لاعب كرة قدم) على موقع قاعدة بيانات كرة القدم.إي يو (الإنجليزية)